# Artilerijska brigada 49. divizije (NOVJ)
Artilerijska brigada 49. divizije (srbohrvaško Artiljerijska brigada 49. divizije) je bila brigada v sestavi Narodnoosvobodilne vojske in partizanskih odredov Jugoslavije in ki je delovala med drugo svetovno vojno na področju Kraljevine Jugoslavije.